# حوزه انتخابیه دوم کانزاس
حوزه انتخابیه دوم کانزاس یک حوزه انتخابیه مجلس نمایندگان آمریکا است که در ایالت کانزاس قرار دارد.